# Raymond Abescat
Raymond Abescat, né le 10 septembre 1891 à Paris et mort le 25 août 2001 à Rueil-Malmaison, est l'un des derniers vétérans français de la Première Guerre mondiale. Il a été doyen des Français du 3 avril au 25 août 2001. Au moment de son décès, il est également le doyen mondial des anciens combattants de la Grande Guerre.

## Biographie

### Naissance et enfance
Raymond Abescat nait à Auteuil, dans le XVIe arrondissement de Paris, en France, le 10 septembre 1891. Enfant, il visite l'Exposition universelle de 1900 et en garde un souvenir précis.

### La Grande Guerre (1914-1918)
Appelé pour le service militaire en octobre 1912, Raymond Abescat est incorporé au 113e régiment d'infanterie de Blois. Lorsque la guerre éclate, en août 1914, son régiment est envoyé à la frontière belge pour repousser l'avancée allemande. Il survit au massacre de sa compagnie à Signeulx où il n'est que légèrement blessé. Il est ensuite envoyé en Argonne.
En avril 1916, il assiste aux combats du bois de la Caillette. Le 24 octobre, il participe à la reprise du fort de Douaumont. Moins d'un mois plus tard, le 16 novembre, il reçoit des éclats d'obus dans la jambe et le pied. Grièvement blessé, il doit être transporté dans un poste de secours. Il est opéré à Verdun puis transféré à l’hôpital militaire de Dijon ou il échappe de peu à l'amputation.
Il est finalement démobilisé le 19 mai 1919 après sept années passées dans l'armée dont quatre dans les tranchées. Il a été décoré de la médaille militaire et de la médaille de Verdun.

### Retour à la vie civile
Revenu à la vie civile, Raymond Abescat trouve un emploi à la Caisse des dépôts et consignations (il est comptable de profession), se marie et devient père de trois enfants. En 1926, il est nommé secrétaire de l'Association des anciens combattants et victimes de guerre des Hauts-de-Seine qu'il fréquente assidument. Retraité en 1957, il occupe en 1960 le poste de bibliothécaire à la mairie de Puteaux, sa commune de résidence. Il perd son épouse en 1983 et fête son centième anniversaire en 1991.

### Vétéran et doyen des Français
Raymond Abescat demeure, malgré son grand âge, très actif et continue de participer aux commémorations. Les années passant et les témoins directs de la Grande Guerre disparaissant peu à peu, il est amené à témoigner sur son parcours personnel dont il garde un parfait souvenir. Il devient le doyen des vétérans de la Grande Guerre, toutes nationalités confondues et reçoit la Légion d'honneur en 1986. Il est également doyen des Français durant quatre mois et meurt le 25 août 2001 à l’hôpital de Reuil-Malmaison, deux semaines seulement avant son 110e anniversaire. Ses obsèques sont célébrés le 29 août 2001 en l'église Sainte-Mathilde de Puteaux. Il est inhumé au cimetière ancien de Puteaux.